# Tom Boere
Tom Boere (* 24. November 1992 in Breda) ist ein niederländischer Fußballspieler. Der Mittelstürmer steht beim SC Cambuur unter Vertrag.

## Karriere
Boere wurde in Belgien und in der berühmten Amsterdamer Ajax-Jugendakademie fußballerisch ausgebildet; mit der U19 des Vereins wurde er 2011 nationaler A-Jugend-Meister. Mit der niederländischen Juniorenauswahl nahm er 2009 an der U17-Weltmeisterschaft in Nigeria teil.
Nach ersten Erfahrungen im Herrenbereich für Ajax’ zweite Mannschaft kehrte der Stürmer nach Belgien zu seinem Ausbildungsverein KAA Gent zurück. Sowohl dort als auch bei seiner Leihstation Hoogstraten in der zweiten belgischen Liga konnte er sich keinen Stammplatz erarbeiten.
Beim FC Eindhoven wurde Boere schließlich zur Stammkraft und spielte mit dem Verein im Frühjahr 2015 sogar um den Erstligaaufstieg mit, scheiterte jedoch mit ihm im Playoff-Halbfinale. Nach zwölf Treffern in 53 Pflichtspielen verpflichtete ihn im Sommer 2016 der Ligakonkurrent FC Oss, für den er alle Saisonspiele absolvierte. Am Ende der Zweitligasaison errang der Angreifer mit 33 Treffern seine erste Auszeichnung als bester Torschütze. Bereits mit seinem einunddreißigsten Tor hatte er den klubinternen Torerekord für eine Spielzeit gebrochen.
In der Folge wurde der Ehrendivisionist FC Twente Enschede auf Boere aufmerksam und stattete ihn im Sommer 2017 mit einem Dreijahresvertrag aus. Nach dem Abstieg in die zweitklassige Eerste Divisie hatte der Stürmer mit 16 Saisontreffern einen erheblichen Anteil daran, dass Twente die Saison 2018/19 als Meister abschließen und den direkten Wiederaufstieg feiern konnte.
Nach einem weiteren Erstligaspiel für den FC Twente wechselte Boere innerhalb der Sommertransferperiode 2019 erstmals nach Deutschland, nachdem er in der Vorbereitung seinen Stammplatz verloren hatte. Der Drittligist KFC Uerdingen 05 stattete den Niederländer mit einem Einjahresvertrag aus. Sein erstes Spiel im Nachbarland absolvierte er in der Startelf stehend beim 1:2 der Krefelder in der 2. Runde des Niederrheinpokals gegen Rot-Weiss Essen und erzielte den Treffer für seine Mannschaft.  Bis zum 31. Spieltag war der Niederländer Stammkraft, wurde jedoch im Anschluss nicht einmal mehr für den Spieltagskader nominiert. Als Teil des drittschwächsten Sturms der Liga war Boere mit neun Saisontoren der erfolgreichste Krefelder Torschütze, hinzu kamen zwei Vorlagen.
Zur Saison 2020/21 wechselte Boere innerhalb der 3. Liga zum Aufsteiger Türkgücü München. Dessen Trainer Alexander Schmidt setzte ihn zunächst neben dem konstant effektiven Petar Slišković im Sturmzentrum ein. Nach drei Scorerpunkten aus sieben Partien rückte dann Sercan Sararer aus dem offensiven Mittelfeld kurzzeitig nach vorne, ehe Mounir Bouziane, ein anderer Neuzugang, den Niederländer schließlich komplett verdrängte.
Nachdem der Investor von Türkgücü München, Hasan Kivran, Ende Dezember 2020 seinen Rückzug angekündigt hatte und somit die Zukunft des Vereins ungewiss war, wechselte der 28-Jährige Anfang Januar 2021 zum Ligakonkurrenten SV Meppen, der zu diesem Zeitpunkt die sechstschlechteste Trefferquote aufwies. Er unterschrieb einen Vertrag bis zum Saisonende. Im Sommer 2021 kehrte er in seine Heimat zurück und erhielt einen Zweijahresvertrag beim SC Cambuur.

## Erfolge und Auszeichnungen
Ajax Amsterdam
- Niederländischer A-Jugend-Meister: 2011

FC Twente Enschede
- Meister der Eerste Divisie und Aufstieg in die Eredivisie: 2019

Auszeichnungen
- Torschützenkönig der Eerste Divisie: 2017 (33 Tore)